# Kernbach (Seebach)
Der Kernbach ist ein 2,6 km langer Bach bei Ismaning. Er gehört zum Flusssystem der Isar.
Der Bach entsteht heute als Graben nördlich des Damms des Mittleren Isarkanals. Ähnlich dem Seebach wurde der Verlauf des Kernbach vermutlich durch den Kanal beeinflusst.
Der Kernbach verläuft weitgehend parallel zum Seebach in ca. 120 m Abstand nach Norden, macht in Ismaning einen Knick nach Westen und vereinigt sich dort mit dem Seebach.